# Szachy dzienne
Szachy dzienne (en. daily chess) to przeniesienie tradycyjnych szachów korespondencyjnych do świata  Internetu. Często definiuje się je także jako połączenie szachów online i  szachów korespondencyjnych. W podstawowej wersji szachów dziennych, zgodnie z nazwą, gracze mają dokładnie 24 godziny na wykonanie każdego posunięcia. Aby umożliwić precyzyjny pomiar czasu, konieczne jest wykorzystanie dedykowanych serwerów do gry w szachy. Dlatego też rozgrywki szachów dziennych nie mogą być prowadzone za pomocą tradycyjnej poczty. Szachy dzienne popularność zyskały dopiero w drugiej dekadzie XXI wieku, przyciągając z każdym rokiem tysiące nowych graczy. Rosnące zainteresowanie tą dyscypliną odzwierciedla liczba uczestników na organizowanych od 2018 roku  Mistrzostwach w Szachach Dziennych. Podczas gdy w pierwszej edycji startowało nieco ponad 7 tysięcy zawodników, to już w 2023 roku, ze względu na bardzo duże zainteresowanie imprezą, organizator musiał ograniczyć liczbę uczestników do 35 tysięcy. 

## Idea szachów dziennych
Podstawową ideą szachów dziennych jest umożliwienie szachistom z całego świata, rozgrywanie ze sobą partii szachów bez presji czasu i jednocześnie bez konieczności przemieszczania się na salę turniejową. To samo oferowały w przeszłości szachy korespondencyjne, jednak wraz z rozwojem techniki zmienił się także sposób komunikacji. Tradycyjna poczta, telegraf, czy też później e-mail, zostały zastąpione dedykowanymi serwerami do rozgrywania partii szachowych. Umożliwiło to sprawniejszą organizację turniejów oraz znacznie skróciło czas rozgrywanych partii. Dodatkowo wielu zawodników rozgrywa obecnie po kilka turniejów szachów dziennych jednocześnie. Uwzględniając, że w każdym turnieju grają na raz z kilkoma przeciwnikami, daje to często po kilkadziesiąt partii rozgrywanych równolegle. W tradycyjnych szachach korespondencyjnych byłoby to logistycznie bardzo uciążliwe. 

## Tempo rozgrywek
Partie, w których kolejne posunięcia wędrowały po świecie w kopertach ze znaczkiem, były rozgrywane miesiącami a nawet latami.
 
Obecnie większość rozgrywek jest prowadzona tempem jednego posunięcia na dzień lub kilka dni. Najpopularniejsze warianty szachów dziennych to:
- Jedno posunięcie na 1 dzień. Najczęściej spotykana forma szachów dziennych. Oznacza to, że w momencie wykonania ruchu przez pierwszego gracza startuje zegar jego przeciwnika. Ma on wtedy dokładnie 24 godziny na odpowiedź. Spóźnienie się oznacza przegraną. W praktyce oznacza to często konieczność wykonywania minimalnie 2 posunięć na dobę. Gdyby się przykładowo zdecydować na wykonywanie posunięć tylko w godzinach wieczornych, może się okazać, że przeciwnik natychmiast odpowie. Wtedy, próbując następnego dnia wykonać kolejny ruch o podobnej godzinie, można się spóźnić i przegrać na czas. Z tego powodu często stosowaną praktyką jest wykonywanie posunięć we wszystkich rozgrywanych partiach w godzinach porannych, a następnie w godzinach wieczornych.
- Jedno posunięcie na 3 dni. Druga pod względem popularności. To optymalny czas dla osób z ograniczonymi zasobami czasowymi. Wystarczy raz dziennie, o dowolnej porze, wykonać wszystkie posunięcia, by mieć pewność, że nie przegramy na czas. Dodatkowo, możemy też rozgrywać partie co drugi dzień.
- Jedno posunięcie na 7 dni. Mała popularność ze względu na bardzo długi czas rozgrywek.
- Jedno posunięcie na 14 dni. Mała popularność ze względu na bardzo długi czas rozgrywek.
- Spotyka się też warianty z zapasem czasu. Oznacza to, że zawodnik dysponuje kilkoma dodatkowymi dniami i w przypadku przekroczenia podstawowego czasu, może korzystać jeszcze z zapasowych kilku dni. Inna formuła to przykładowo kilkadziesiąt dni na określoną liczbę posunięć.[4]

Jako dodatkową pomoc portale szachowe umożliwiają ustawianie notyfikacji w formie mailowej lub powiadomień z aplikacji (w przypadku telefonów komórkowych). W takim przypadku gracze są informowani, że za określoną liczbę godzin w danej partii przekroczą czas. Przykładowo, na platformie chess.com, użytkownik samodzielnie decyduje jakie notyfikacje i w jakiej formie chce otrzymywać..

## Zasady
Ogólne zasady dotyczące samego przebiegu partii szachów dziennych są identyczne jak w przypadku pozostałych rozgrywek szachowych online i zgodne z przepisami FIDE. Istotną różnicą i jednocześnie udogodnieniem, oferowanym przez większość serwisów, jest możliwość przełączenia się w tryb analizy. W takim trybie gracze mogą swobodnie przeglądać oraz opcjonalnie notować warianty, bez konieczności ustawiania figur na szachownicy, Oczywiście nie ma możliwości korzystania z silników szachowych. Dodatkową, często używaną opcją, jest potwierdzanie posunięcia. Zapobiega to przypadkowemu przestawieniu figury oraz daje szanse na końcową weryfikację, po wstępnym wykonaniu posunięcia.

## Dziedzictwo szachów korespondencyjnych
Szachy to gra z wielkimi tradycjami, której początki są datowane na końcówkę VI wieku. Dlatego też starano się do szachów dziennych przenieść jak najwięcej cech szachów korespondencyjnych:
- Zezwolono na korzystanie z książek debiutowych w formie papierowej. Większe platformy pozwalają także na używanie bibliotek debiutowych w formie elektronicznej, a nawet oferują wbudowane drzewa debiutowe, dostępne podczas analizy rozgrywanej partii. Ogólnie dopuszcza się przeglądanie partii rozegranych tylko przez ludzi. Biblioteki z partiami rozegranymi przez silniki szachowe są zabronione.
- Wprowadzono możliwość podawania całych wariantów. W XX wieku, aby oszczędzić liczbę wysyłanych listów, zawodnicy czasami, oprócz własnego posunięcia, wysyłali także warianty warunkowe. Podawali swoje kolejne posunięcie w przypadku danej odpowiedzi przeciwnika. Obecne aplikacje do gry w szachy dzienne umożliwiają wprowadzanie całych wariantów. Są one niewidoczne dla przeciwnika. Jednak jeżeli wykona on posunięcie z wprowadzeniem warunkowego wariantu, aplikacja automatycznie prześle kolejne posunięcie.
- Zabroniono korzystania z silników szachowych.

## Silniki szachowe
Końcówka popularności tradycyjnych szachów korespondencyjnych przypada na koniec XX wieku. Wtedy też programy szachowe stały się ogólnodostępne, a ich siła gry wkrótce osiągnęła poziom arcymistrzowski. 
- Serwisy szachowe kładą obecnie duży nacisk na uczciwe współzawodnictwo. Szczególnie jest to widoczne podczas turniejów w szachach dziennych, gdzie wykluczenie zawodnika z turnieju z powodu naruszenia zasad Fair play nie należy do rzadkości. Przykładowo podczas  Mistrzostw w Szachach Dziennych wszystkie partie zwycięzców grup są poddawane komputerowej analizie Fair play. Poniżej zasady uczestnictwa w turniejach szachów dziennych na platformie chess.com[9]:

```
Podczas partii nie wolno korzystać z silników szachowych oraz z tablic końcówek, natomiast ze względu na charakter szachów korespondencyjnych dozwolone jest korzystanie z baz danych debiutów oraz książek poświęconych tematyce debiutowej. 
```

- Podobne stanowisko zajmuje Federacja Szachowa Stanów Zjednoczonych, która w regulaminie także stanowczo zabrania korzystania z programów szachowych[10]:

```
Możesz korzystać z książek i periodyków szachowych, ale nie możesz się konsultować z innymi graczami. Nie możesz używać komputera ani programu komputerowego (algorytmów do gry w szachy) do oceny partii.
```

- Całkiem odmienne podejście do tematu korzystania z silników szachowych ma Międzynarodowa Federacja Szachowej Gry Korespondencyjnej, która zezwala na współpracę człowieka z komputerem nawet podczas Mistrzostw Świata w Szachach Korespondencyjnych[11]:

```
Międzynarodowa Federacja Szachowej Gry Korespondencyjnej pozwala graczom na korzystanie z silników szachowych podczas partii, co czyni te rozgrywki hybrydowym turniejem, w którym strategia i planowanie są dziełem ludzi, wspomaganym dokładnością maszyn.
```

## Platformy do gry w szachy dzienne
Zdecydowana większość serwisów umożliwiających grę w szachy, daje także dostęp do szachów dziennych. Nie wszystkie jednak umożliwiają przełączenie się w tryb analizy lub oferują wbudowaną bibliotekę debiutów lub całych partii. 

Lista najpopularniejszych serwisów do gry w szachy dzienne:
- chess.com
- lichess.org
- chess24
- Internet Chess Club (ICC)
- Playchess.com